# سیاهرگ زیردنده‌ای
سیاهرگ زیردنده‌ای (انگلیسی: Subcostal vein یکی از سیاهرگ‌های بدن انسان است که در امتداد پایین دندۀ دوازدهم قفسۀ سینه کشیده می‌شود. این سیاهرگ از لحاظ ویژگی‌های اساسی شبیه سیاهرگ‌های میان‌دنده‌ای پسین است، با این تفاوت که نمی‌توان آن را «میان‌دنده‌ای» دانست، زیرا میان دو دنده قرار ندارد.
هر سیاهرگ زیردنده‌ای شاخه‌ای پسین (پشت‌سویی) به بیرون می‌دهد که حوزهٔ توزیع آن مشابه با شاخهٔ پشتی یک سرخرگ میان‌دنده‌ای است.